# Auchenionchus crinitus
Auchenionchus crinitus is een  straalvinnige vissensoort uit de familie van slijmvissen (Labrisomidae). De wetenschappelijke naam van de soort is voor het eerst geldig gepubliceerd in 1841 door Jenyns.